# Tótómi (provincie)

Mapa japonských provincií se zvýrazněnou provincií Tótómi

Provincie Tótómi (japonsky: 遠江国; Tótómi no kuni) byla stará japonská provincie, na jejímž území se dnes rozkládá západní část prefektury Šizuoka.
Hradní město provincie leželo původně poblíž dnešního města Iwata, ale během období Sengoku bylo nejdůležitějším hradním městem Hamamacu. Tótómi nejprve ovládal klan Imagawa, později zde vládl Iejasu Tokugawa až do doby, kdy ovládl oblast Kantó.